# Böttsteiner Mühlebach

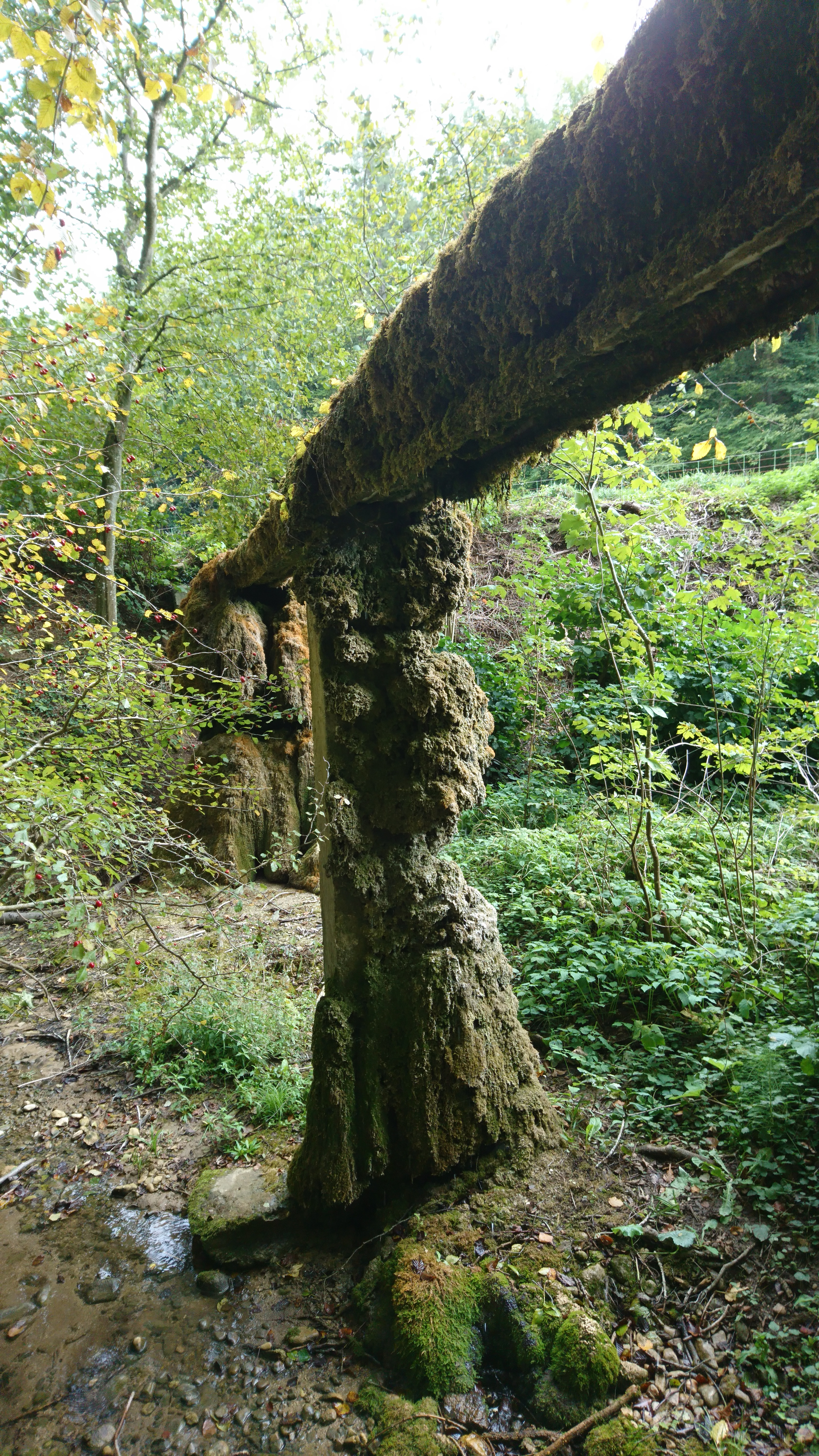
Böttsteiner Mühlebach: Der kleine Aquädukt mit dem Mühlebach (Trinkwasser) überquert den Bruggbach.

Der Böttsteiner Mühlebach ist ein künstlich angelegter Kanal in der Gemeinde Böttstein im Schweizer Kanton Aargau.

## Verlauf

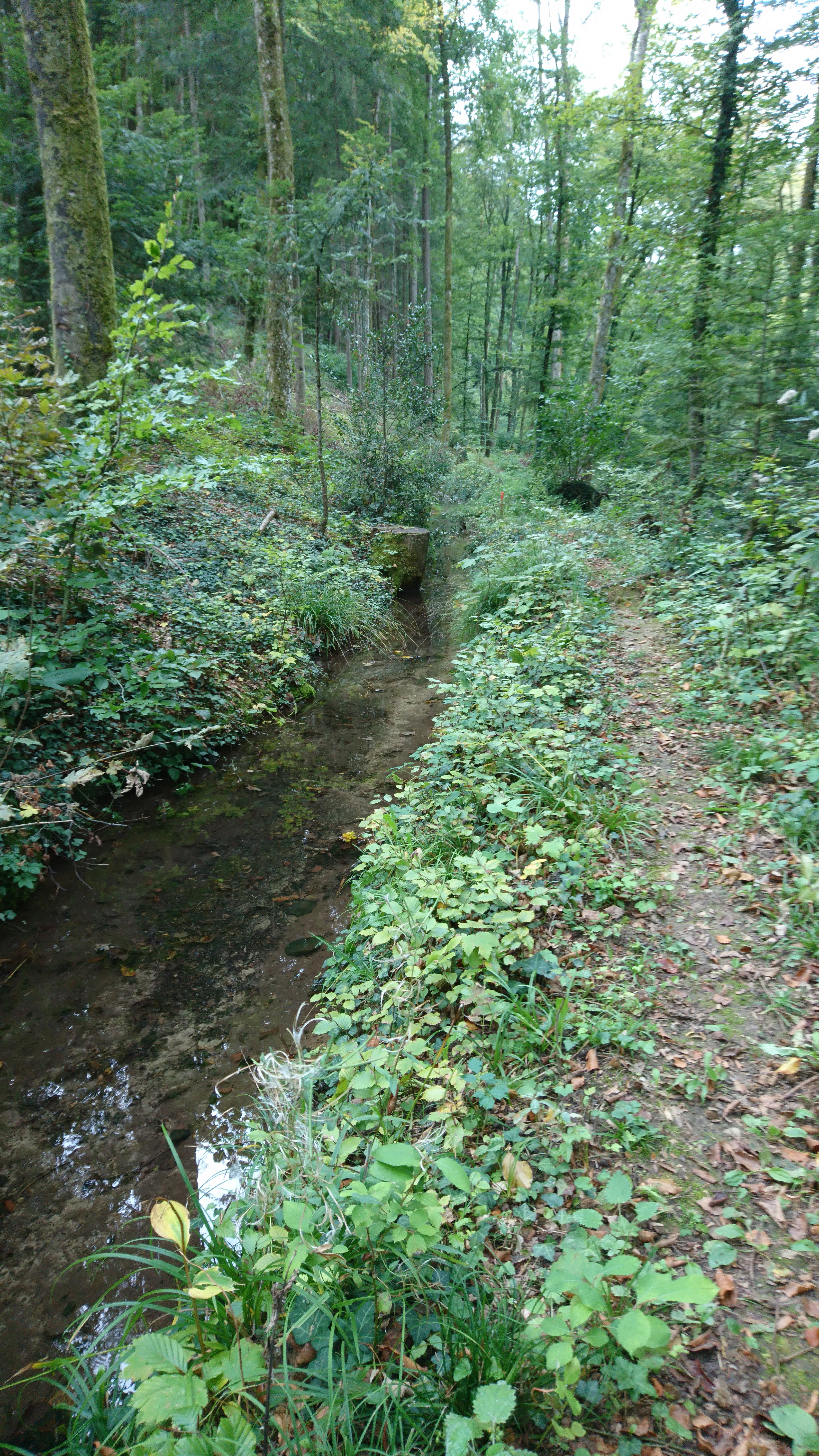
Der Mühlebach fliesst am nördlichen Abhang des Böttenbergs entlang.

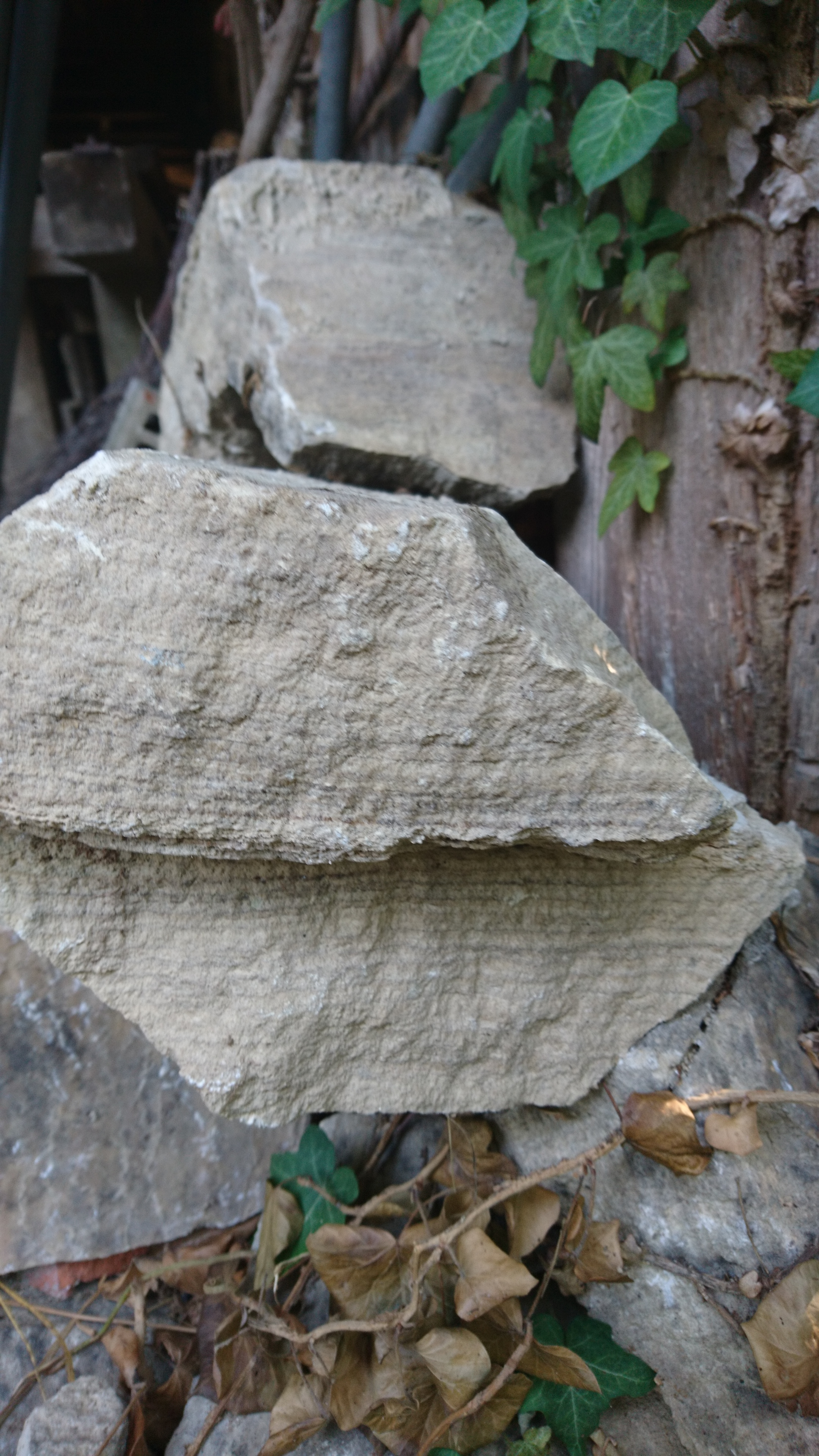
Aus dem Holzkanal vor der Öli herausgebrochene Kalkschicht mit erkennbaren "Jahrringen"

Der Fassungsort des Mühlebachs liegt bei Nünbrünne („Neun Brunnen“) oberhalb des Bruggbachs, dessen Wasser jedoch nicht in den Kanal geleitet wird. Stattdessen wird das Wasser von neun Quellen, die an dieser Stelle aus dem Berg treten, dort gefasst und in einen Weiher geleitet. Nach der Fassung des Quellwassers führt ein kleiner Aquädukt das Wasser über den Bruggbach. Fliesst mehr Wasser als gewünscht in dem Aquädukt, quillt es über den Rand und fällt hinunter in den Bruggbach. Damit ist die maximal durchfliessende Wassermenge regulierbar. Von hier aus fliesst der Mühlebach etwa 700 Meter dem nördlichen Abhang des Bötteberges entlang nach Osten und mündet dann im Dorf Böttstein in den Mühleweiher. Im Anschluss fliesst er zwischen der Kirchwiese und dem Parkplatz des Schlosshotels weiter, macht eine harte Wende nach Süden, um vor dem Schloss und der Schlosskapelle vorbei zur Holzrinne der „Öli“ zu gelangen. Direkt danach durchfliesst er die ehemalige Getreidemühle und mündet über einen steilen Abhang in die Aare. Beim Mühlebach handelt es sich um eine sogenannte Suone, einen künstlich angelegten, kleinen Kanal, der in einem unnatürlichen Bachbett den Hang entlang fliesst.

## Geschichte
Seit wann der künstliche Kanal existiert, ist unklar. Die erste Erwähnung des Mühlebachs erfolgt in einem Urbar aus dem Jahr 1615, in dem die Wasserrechte des Mühlebachs und des Bruggbaches den Schlossherren von Böttstein zugewiesen wurden. Das heutige Aquädukt stammt vermutlich aus dem Jahr 1874. In diesem Jahr wurde der Mühleweiher im Dorf Böttstein gebaut, weil der weiter oben liegende Ausgleichs-Weiher verlandet war.
1902 wurde die Wasserfassung erneut überarbeitet. Grund war diesmal der stetig steigende Bedarf nach Trinkwasser. Hinweise eines Brunnenmeisters von 1902 deuten an, dass die Wasserfassung früher noch komplexer aufgebaut war. Gemäss Erzählungen seines Vaters existierte früher ein grosser Weiher als Speicher des Quellwassers. Er sei dann verlandet, was die Besitzer der Wasserrechte, in erster Linie die Müller, dazu zwang, den heutigen Mühleweiher als Ausgleichsbecken anzulegen. Tatsächlich heisst die flache Matte oberhalb der Wasserfassung „Weihermatt“. Die „Karte der Schweiz von 1882“ zeigt westlich der „Nünbrünne“ noch einen grossen Weiher. Zwanzig Jahre später, auf der „Karte der Schweiz von 1902“, existiert dieser Weiher nicht mehr.
Der Mühlebach trieb die Mühlen des Dorfes an und versorgte bis 1902 auch den Dorf- und den Schlossbrunnen mit Trinkwasser.

## Wasserrechte

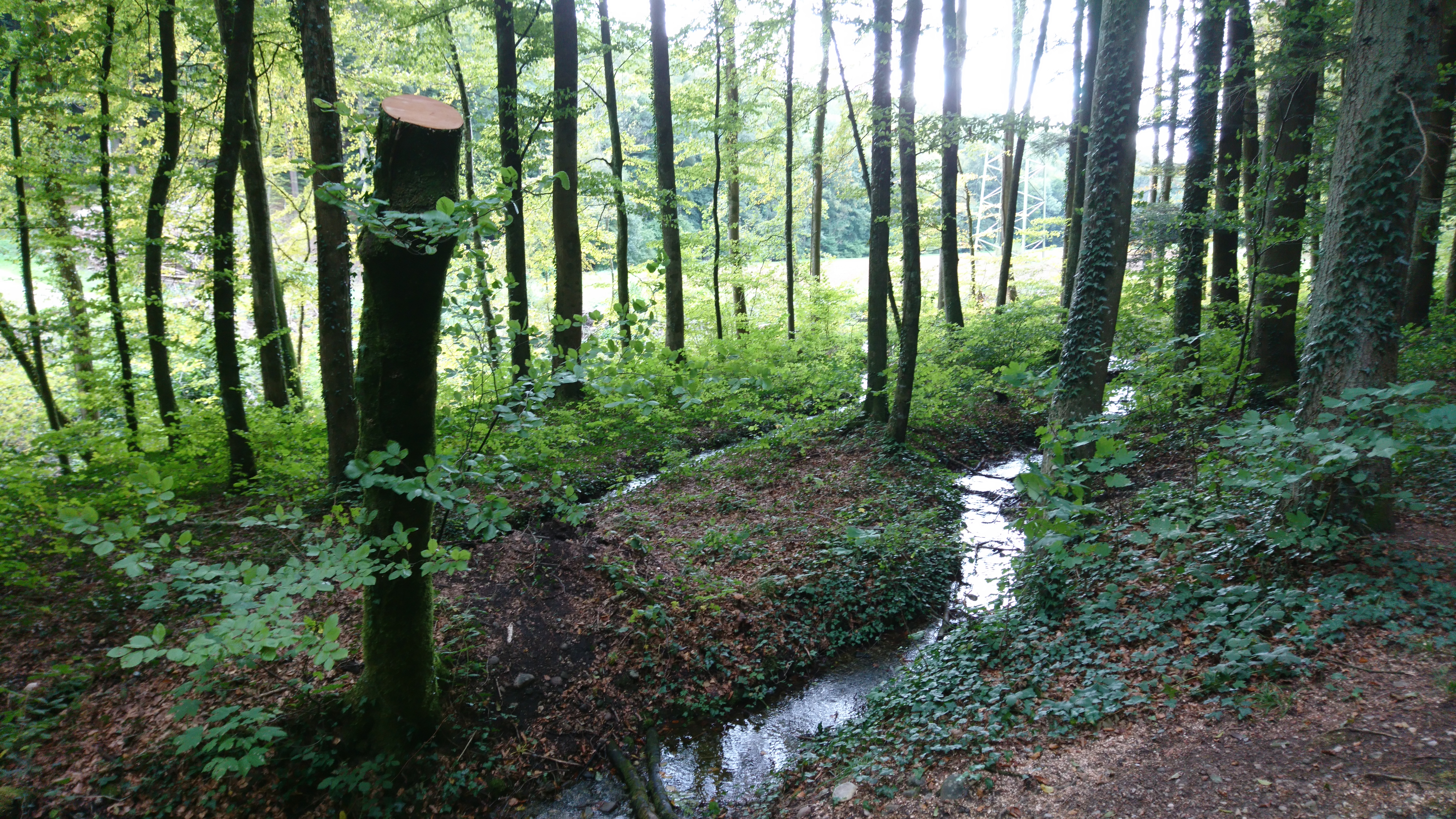
Böttsteiner Mühlebach: Standort des einstigen Ausgleichs-Weihers (vor 1874), oben bei den „Nünbrünne“. Durch die Bäume ist die Weihermatt erkennbar.

Ein Urbar aus dem Jahr 1615 gibt die Wasserrechte und damit auch die Pflichten für die beiden Bäche Bruggbach und Mühlebach dem Schlossherrn von Böttstein. Bis heute sind der Bruggbach und der Mühlebach Eigentum des Schlossbesitzers, obwohl der kleine Kanal heute durch das Land von mindestens 15 verschiedenen Privatbesitzern fliesst.
In der Vergangenheit oblag der Unterhalt des Bachs den Einwohnern Böttsteins und insbesondere dem ansässigen Müller. 1973 wurde der Mühlbetrieb eingestellt, jedoch erst mit Abgabe des Wasserrechts im Jahr 1991 wurde der letzte Müller offiziell von der Wartungspflicht entbunden. Heute wird der Bachlauf von Freiwilligen gewartet.
Neben gut dokumentierten Streitigkeiten um das Wasser gab es auch konkrete Aktionen der Böttsteiner, um das Fliessen des Mühlebachs sicherzustellen. Die wohl Aufwändigste erfolgte 1874 mit dem Bau des Mühleweihers und der Instandstellung des Bachlaufs.

## Zukunft
Im Jahr 2017 hat sich der „Verein Kultur am Mühlebach“ konstituiert, mit dem Ziel, Kultur- und Landschaftsgüter am Mühlebach instand zu setzen und zu unterhalten. Eine erste Ausbesserung ist für 2019 geplant.